# Camp de Laure
Pour les articles homonymes, voir Laure.
Le Camp de Laure est le lieu-dit d'un habitat fortifié préhistorique dans la commune du Rove (France). C'est le plus ancien site construit de Provence, avec les ruines d'un rempart datant du IIe millénaire av. J.-C.

## Présentation
Le site est fouillé pour la première fois au début du XXe siècle, jusqu'aux fouilles de 1971-75 (Jean Courtin) qui le conduiront à être classé monument historique en 1977. Ces dernières ont permis la mise à jour d'un rempart en pierre de l'age du bronze qui le rend exceptionnel dans le midi, mais aussi d'armes, de faune (pastoralisme plus que gibier) et de céramiques campaniformes que ne mentionne pas J Courtin.
Le site est bordé de falaises en terrasses au nord, à l'est et à l'ouest. Le rempart coté sud était constitué d'un double mur avec tours hémisphériques et passage permettant l’accès à un chariot ce qui est aussi à noter, la largeur d'un bœuf étant généralement la règle à cette époque. Il domine du haut de ses 147 m, les 70 m de la plaine en contrebas qui s'étend en pente douce jusqu'à l'étang de Berre.
Il fait suite sur ce massif aux oppida de Teste Nègre (Les Pennes) et de la Cloche (Les Pennes, le Rove), tous deux beaucoup plus récents. Quelques autres oppida sont présents sur le massif. Des sites plus anciens au sud ouest (couronnien) remontent au 3e voire au 4e millénaire, tandis que le site de Châteauneuf-les-Martigues dans la plaine en dessous est du mésolithique (castelnovien exactement),
La datation s'est établie grâce à des charbons à 3600 AP (1650 av. J.-C.).
Le site ne présente qu'une seule niveau d'occupation, au bronze ancien, et une durée d'occupation relativement courte sans que cette courte durée puisse être expliquée.